# ジム・チャン
ジム・チャン（Jim Cheung, 1972年 - ）は、イギリス人のコミックアーティストである。『サイオン』、『ニューアベンジャーズ: イルミナティ』、『ヤング・アベンジャーズ』の作画で知られている。

## キャリア
1990年代半ばよりマーベルで活動する。また2000年代初頭にはクロスジェン・コミックスの『サイオン』にも参加した。その後マーベルに復帰し、『ニューアベンジャーズ』数号やミニシリーズ『ニューアベンジャーズ: イルミナティ』全5号でペンシラーを務めた。
2005年8月にチャンはマーベルの主筆のジョー・カザーダから「未来のスーパースターペンシラー」になる可能性を秘めたマーベルのアーティストのグループである「ヤング・ガンズ」の一人に挙げられた。「ヤング・ガンズ」には他にオリビア・コワペル、デビッド・フィンチ、トレバー・ヘアシン、アディ・グラノフ、スティーブ・マクニーブンらが名を連ねている。
2010年から2012年にはミニシリーズ『アベンジャーズ: チルドレンズ・クルセイド』のイラストを担当した
2015年、マーベルはテレビシリーズ『エージェント・オブ・シールド』のサンディエゴ・コミコン用のパネルポスターを作成させるためにチャンを指名した。

## ビブリオグラフィ

### マーベル・コミック

#### 本編作画
- Avengers Finale
- Avengers: The Children's Crusade #1-9
- Black Knight: Exodus #1
- Civil War II Free Comic Book Day
- Elektra: The Hand #1, #5 (一部ページ)
- Force Works #15-17
- Giant-Sized Avengers Special #1 (2007)
- Iron Man #325 (50/50)
- Marvel Comics Presents #170
- Marvel Comics Presents #1-12
- New Avengers #25, 40, 42, 43
- New Avengers: Illuminati #1-5
- Maverick #1-11
- Spider-Man Unlimited #6
- Uncanny X-Men #371
- X-Force #82-84, 86-88, 90, 94-95, 98-100
- Young Avengers #1-6, 9-12

#### カバー
- Avengers #82-83
- Avengers: The Initiative #1-5, Annual #1w
- Cable #73
- Casualties of War: Captain America/Iron Man ワンショット (カバーのみ)
- Civil War: Young Avengers/Runaways #1-4
- Fantastic Four #525-526
- Fantastic Four: Foes #1-5
- Hulk vs Fin Fang Foom ワンショット (2007)
- New Avengers: Illuminati #1-5
- Iron Man: Director of SHIELD Annual #1
- New Avengers #4 (バリアント), Annual #2
- New Avengers/Transformers #1
- Secret Warriors #1-Present
- Ultimate Nightmare #5
- Uncanny X-Men #493 (バリアント)
- What If...Magneto and Professor X Had Formed the X-Men Together?
- World War Hulk Aftersmash: Warbound #1-5
- X-Factor (vol 3) #27 (バリアント)
- X-Force #101
- X-Men #207 (バリアント)
- Young Avengers #1-12
- Young Avengers Special #1
- Young Avengers Presents #1-6
- Avengers vs X-Men

### クロスジェン・コミックス
- Scion #1-6, 7-11, 13-16, 18-21, 23-26, 31-32, 35-36, 38-39

### ヴィレッジ・ヴォイス
- Kill Bill (October 1–7, 2003) (vol XLVII NO.40)